# Ottendorf (Ludwigsstadt)
Ottendorf ist ein Gemeindeteil der Stadt Ludwigsstadt im oberfränkischen Landkreis Kronach in Bayern.

## Geographie
Das Dorf liegt im Naturpark Frankenwald in einer Talsenke der Loquitz. Es bildet mit dem westlich gelegenen Ludwigsstadt eine geschlossene Siedlung. Im Norden erhebt sich der Sommerberg (650 m ü. NHN) und im Süden der Winterberg (627 m ü. NHN). Über die Lehestener Straße ist der Ort 0,7 km weiter westlich mit der Kronacher Straße (Bundesstraße 85) verbunden.

## Geschichte
Gegen Ende des 18. Jahrhunderts gab es in Ottendorf 24 Anwesen (6 Frongüter, 10 halbe Frongüter, 2 Hintersättel, 1 Gütlein, 1 Tropfhaus, 3 Häuslein, 1 Mahlmühle, mit Mühlgut). Das Hochgericht übte das bayreuthische Amt Lauenstein aus. Die Dorf- und Gemeindeherrschaft sowie die Grundherrschaft über alle Anwesen hatte das Kastenamt Lauenstein. Neben den Anwesen gab es noch 1 Gemeindehirtenhaus und -bräuhaus.
Von 1797 bis 1808 unterstand Ottendorf dem Justiz- und Kammeramt Lauenstein. Mit dem Gemeindeedikt wurde der Ort dem 1808 gebildeten Steuerdistrikt Ludwigsstadt zugewiesen. Mit dem Zweiten Gemeindeedikt 1818 entstand die Ruralgemeinde Ottendorf. Sie war in Verwaltung und Gerichtsbarkeit dem Landgericht Lauenstein zugeordnet (1837 in Landgericht Ludwigsstadt umbenannt) und in der Finanzverwaltung dem Rentamt Lauenstein. 1815 wurde Ottendorf dem Rentamt Rothenkirchen (1919 in Finanzamt Rothenkirchen umbenannt) überwiesen. Von 1862 bis 1880 und von 1888 bis 1931 gehörte Ottendorf zum Bezirksamt Teuschnitz, von 1880 bis 1888 und ab 1931 vom Bezirksamt Kronach (1939 in Landkreis Kronach umbenannt). Die Gerichtsbarkeit blieb beim Landgericht Ludwigsstadt (1879 in das Amtsgericht Ludwigsstadt umgewandelt, das 1956 zu einer Zweigstelle des Amtsgerichts Kronach wurde). Die Finanzverwaltung wurde 1929 vom Finanzamt Kronach übernommen. Die Gemeinde hatte eine Fläche von 4,222 km².
Am 1. April 1938 wurde Ottendorf nach Ludwigsstadt eingemeindet.

### Baudenkmal
- Das Wohnstallhaus (Lehestener Straße 60) aus dem späten 18. Jahrhundert ist ein zweigeschossiger, verschieferter Halbwalmdachbau.

### Einwohnerentwicklung
| Jahr      | 1802   | 1818  | 1840   | 1852   | 1855   | 1861   | 1867   | 1871   | 1875   | 1880   | 1885   | 1890   | 1895   | 1900   | 1905   | 1910   | 1919   | 1925  | 1933   | 1950   | 1961   | 1970  | 1987   |       |
| Einwohner | 137    | 171   | 182    | 182    | 184    | 198    | 193    | 193    | 218    | 250    | 270    | 250    | 256    | 245    | 257    | 262    | 232    | 231   | 251    | 349    | 272    | 253   | 254    |       |
| Häuser    | 25     | 26    |        |        |        |        |        | 40     |        |        | 45     | 41     |        | 42     |        |        |        | 47    |        | 55     | 56     |       | 75     |       |
| Quelle    | [ 10 ] | [ 6 ] | [ 11 ] | [ 11 ] | [ 11 ] | [ 12 ] | [ 13 ] | [ 14 ] | [ 15 ] | [ 16 ] | [ 17 ] | [ 18 ] | [ 11 ] | [ 19 ] | [ 11 ] | [ 20 ] | [ 11 ] | [ 7 ] | [ 21 ] | [ 21 ] | [ 22 ] | [ 1 ] | [ 23 ] | [ 2 ] |

## Religion
Der Ort ist seit der Reformation evangelisch-lutherisch geprägt und nach St. Michael in Ludwigsstadt gepfarrt.